# Iúlia Paievska
Iúlia Heorhivna Paievska (en ucraïnès: Юлія Георгіївна Паєвська; transliteració internacional: Yuliia Paievska o Yulia Paevska; Kíiv, 19 de desembre de 1968), també coneguda pel seu malnom Taira (en ucraïnès: Тайра), és una activista, dissenyadora i atleta ucraïnesa.
Creadora del cos d'ambulàncies voluntàries "els Àngels de Taira" durant el seu servei mèdic al Donbass a partir del 2014, la paramèdica es va fer famosa internacionalment durant la invasió russa d'Ucraïna del 2022, després de ser capturada i empresonada per les tropes invasores el 16 de març de 2022 i sobretot arran del seu alliberament el 17 de juny de 2022.
El diari estatunidenc el New York Times afirmà aleshores que Taira havia esdevingut un símbol de valentia i sacrifici més enllà d'Ucraïna.